# Las Palmas, Cintalapa
Las Palmas är en ort i Mexiko.   Den ligger i kommunen Cintalapa och delstaten Chiapas, i den sydöstra delen av landet, 600 km sydost om huvudstaden Mexico City. Las Palmas ligger 919 meter över havet och antalet invånare är 104.
Terrängen runt Las Palmas är kuperad åt nordväst, men åt sydost är den platt. Runt Las Palmas är det ganska glesbefolkat, med 26 invånare per kvadratkilometer. Närmaste större samhälle är Lázaro Cárdenas, 18,7 km öster om Las Palmas. I omgivningarna runt Las Palmas växer huvudsakligen savannskog.